# Tetraleurodes oplismeni
Tetraleurodes oplismeni là một loài côn trùng cánh nửa trong họ Aleyrodidae, phân họ Aleyrodinae.
Tetraleurodes oplismeni được Takahashi miêu tả khoa học đầu tiên năm 1934.